# True Love (игра)
True Love (с англ. — «Истинная любовь») — компьютерная игра в жанре симулятора свиданий с ролевыми элементами, произведённая японской компанией Software House Parsley в 1995. В 1999 году вышла английская версия, изданная Otaku Publishing. В 1997 году должно было выйти продолжение True Love: Select, неофициально именуемое True Love 2. Действие сюжета второй части основывалось на выборе, который игрок сделал в первой части. Однако, продолжение так и не увидело свет, оставишь обещанием выпуска «демоверсии» с датой релиза.
В игре имеется несколько девушек, каждая из которых имеет свои интересы и предпочтения, а игрок имеет несколько параметров (ум, сила, красота, искусство), которые он может развивать (подобно играм жанра RPG), чтобы привлечь внимание той или иной девушки.

## Игровой процесс

Пример геймплея: свидание с Маюми

## Сюжет
Главный герой является учеником колледжа «Meiai College», который доучивается там последний год. Он пока ещё не определился, кем станет после окончания колледжа, и его выбор во многом зависит от того, какую девушку он выберет. Он живёт в отдельной комнате 203 общежития, и время от времени получает деньги от родителей. Он может увлекаться разными девушками и иметь с ними близкие отношения, но в конце он должен выбрать единственную — истинную любовь. В зависимости от успехов главного героя девушка может принять признание в любви, а может и отвергнуть его.